# غارفيلد ماكدونالد
غارفيلد ماكدونالد هو منافس ألعاب قوى كندي، ولد في 8 أغسطس 1881 في Antigonish County, Nova Scotia ‏ في كندا، وتوفي في 6 نوفمبر 1951 في كامدن في الولايات المتحدة.

## وصلات خارجية
- غارفيلد ماكدونالد على موقع اللجنة الأولمبية الدولية (الإنجليزية)
- غارفيلد ماكدونالد على موقع أوليمبيديا (الإنجليزية)
- غارفيلد ماكدونالد على موقع اللجنة الأولمبية الكندية (الإنجليزية)